# Tamiasciurus
Tamiasciurus là một chi động vật có vú trong họ Sóc, bộ Gặm nhấm. Chi này được Trouessart miêu tả năm 1880. Loài điển hình của chi này là [Sciurus vulgaris] hudsonicus Erxleben, 1777.

## Hình ảnh

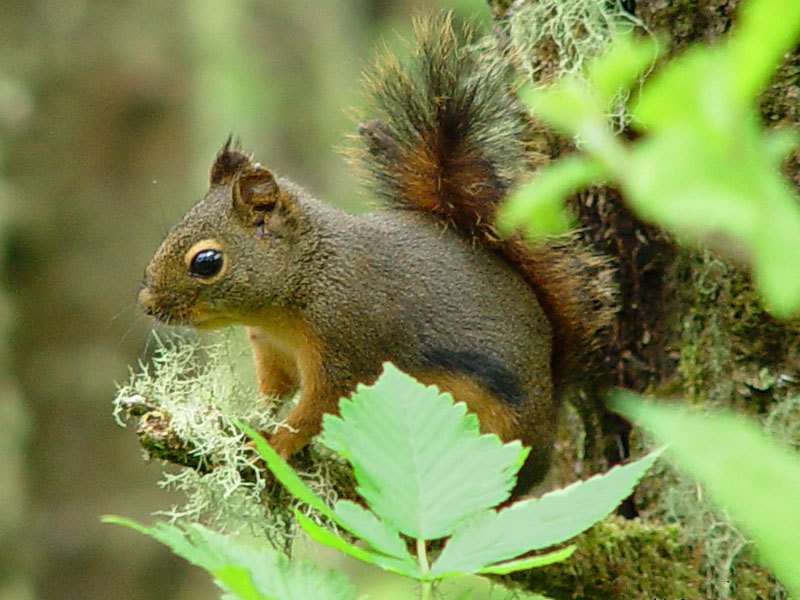
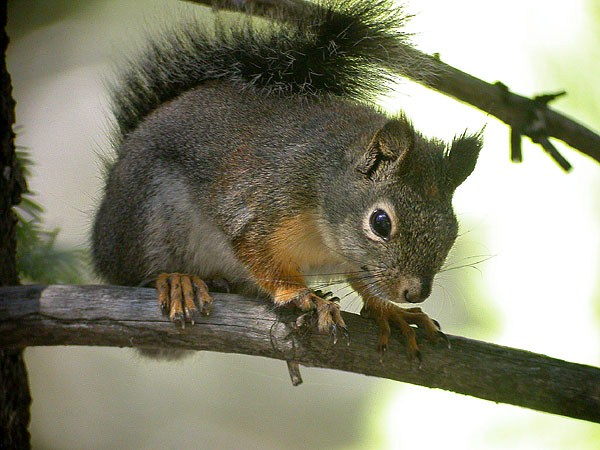
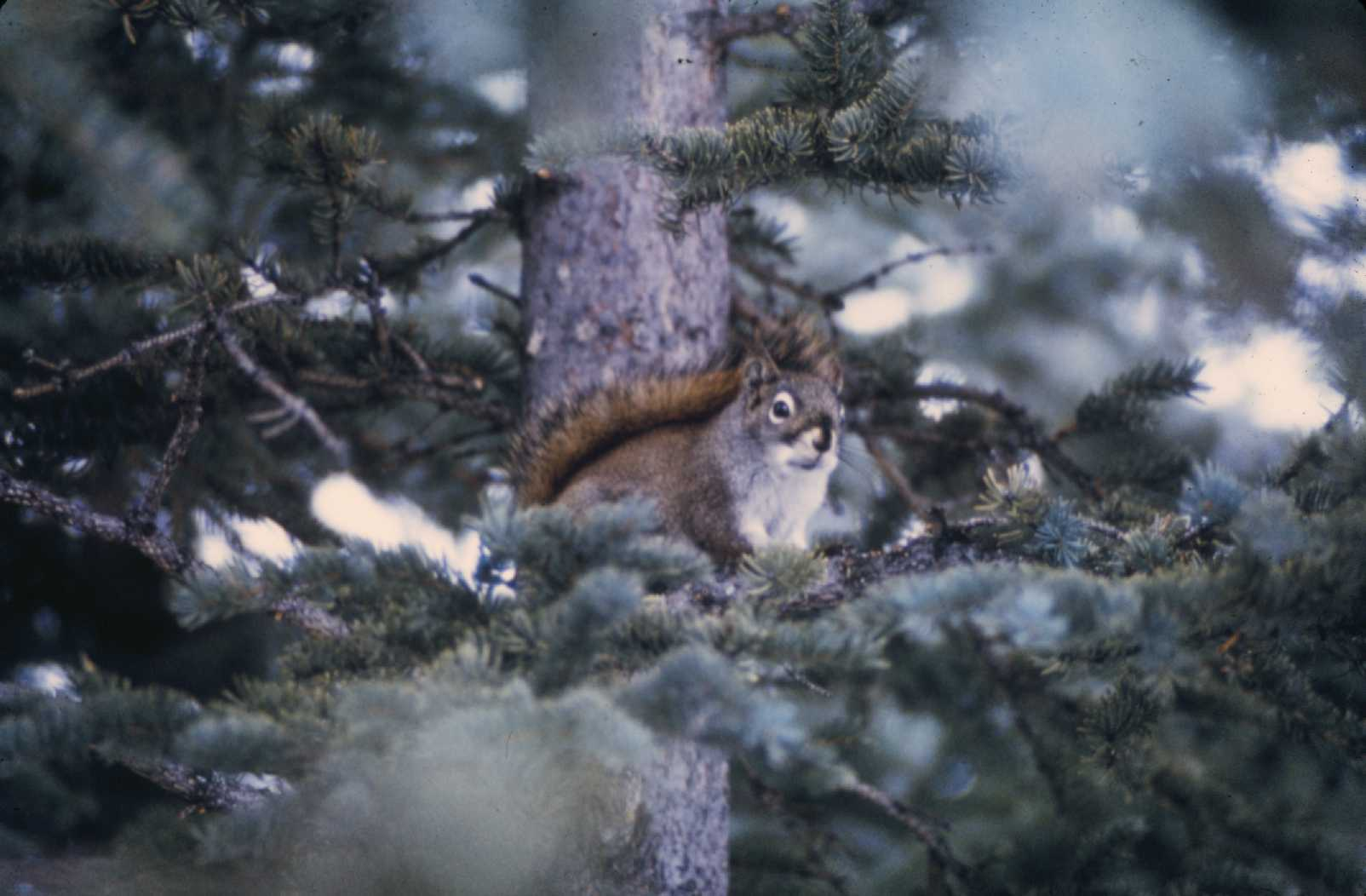

## Các loài
Chi này gồm các loài:
- Tamiasciurus hudsonicus
- Tamiasciurus douglasii
- Tamiasciurus mearnsi